# Parallélépipède

Perspective cavalière d'un parallélépipède.

En géométrie dans l'espace, un parallélépipède (ou parallélipipède) est un solide dont les six faces sont des parallélogrammes. Il est au parallélogramme ce que le cube est au carré et ce que le pavé droit est au rectangle.
En géométrie affine, où l'on ne tient compte que de la notion de parallélisme, un parallélépipède peut être aussi défini comme
- un hexaèdre dont les faces sont parallèles deux à deux ;
- un prisme dont la base est un parallélogramme.

En géométrie euclidienne, où les notions de distance et angle importent, on distingue des parallélépipèdes particuliers : le cube dont toutes les faces sont des carrés, le pavé droit ou parallélépipède rectangle dont toutes les faces sont des rectangles, le rhomboèdre dont toutes les faces sont des losanges.
Le parallélépipède est la version en dimension 3 d'un parallélotope.

## Étymologie
Le mot est d'origine grecque (παραλληλεπιπεδον, parallêlépipédon) constitué des deux mots grecs : παράλληλος (parallêlos, « parallèle ») et ἐπίπεδον (épipédon, « surface plane »).

## Propriétés affines
Le parallélépipède possède :
- 6 faces regroupables en 3 paires de faces. Dans chaque paire de faces, une face est l'image de l'autre par une translation ;
- 12 arêtes regroupables en trois groupes de 4 arêtes. Les arêtes d'un même groupe sont images l'une de l'autre par une translation ;
- 8 sommets.

Si l'on se place dans un repère défini par un sommet et les trois vecteurs construits par les arêtes issues de ce sommet, les coordonnées des 8 sommets sont tous de la forme (ε1, ε2, ε3) où ε1, ε2 et ε3 peuvent valoir 0 ou 1. Le parallélépipède est l'élément de base du système cristallin triclinique.
Si l'on considère le parallélépipède comme un prisme, on peut prendre, comme base de celui-ci, l'une quelconque des six faces.
Chaque face étant un parallélogramme, elle possède un centre de symétrie ce qui fait du parallélépipède un zonoèdre.

## Propriétés euclidiennes

Éléments caractéristiques d'un parallélépipède : trois arêtes et trois angles.

En géométrie euclidienne, la forme d'un parallélépipède est entièrement déterminée par la longueur des trois arêtes issues d'un sommet et la valeur des trois angles qu'elles forment entre elles. Les longueurs des trois arêtes peuvent être choisies arbitrairement mais les angles qu'elles forment sont interdépendants.

### Volume
Le volume d'un parallélépipède est le produit de l'aire de sa base par sa hauteur.
Si les vecteurs construits par trois arêtes issues d'un même sommet sont a = (a1, a2, a3), b = (b1, b2, b3) et c = (c1, c2, c3) où les coordonnées sont données dans un repère orthonormé, le volume du parallélogramme est égal à la valeur absolue du produit mixte des trois vecteurs, ce qui correspond à la valeur absolue du déterminant de la matrice formée des coordonnées des vecteurs.
{\displaystyle V=\left|\det {\begin{bmatrix}a_{1}&a_{2}&a_{3}\\b_{1}&b_{2}&b_{3}\\c_{1}&c_{2}&c_{3}\end{bmatrix}}\right|.}
Lorsque le parallélépipède est défini par les longueurs a, b, et c des trois arêtes issues d'un même sommet et les angles α, β, et γ qu'elles forment entre elle, son volume est:
{\displaystyle V=abc{\sqrt {1-\cos ^{2}\alpha -\cos ^{2}\beta -\cos ^{2}\gamma +2\cos \alpha \cos \beta \cos \gamma }}.}Le volume du tétraèdre construit sur les trois arêtes issues d'un même sommet du parallélépipède est égal au sixième du volume du parallélépipède.

### Inégalité de Hornich-Hlawka
La somme des longueurs des 12 arêtes est supérieure ou égale à la somme des longueurs des 12 diagonales de faces diminuée de la somme des longueurs des 4 grandes diagonales .

## Développement

Patron d'un parallélépipède quelconque.

Le parallélépipède possède un développement analogue à celui du pavé droit, mais dans le patron du parallélépipède, les parallélogrammes d'une même paire apparaissent selon deux orientations différentes. Ce patron permet d'illustrer le fait que les trois angles des parallélogrammes se partageant un même sommet doivent vérifier la série d'inégalités suivantes:
- {\displaystyle 0<\alpha +\beta +\gamma <2\pi ~;}
- {\displaystyle 0<\alpha +\beta -\gamma <2\pi ~;}
- {\displaystyle 0<\alpha -\beta +\gamma <2\pi ~;}
- {\displaystyle 0<-\alpha +\beta +\gamma <2\pi .}